# Южнокорейский хван
Южнокорейский хван (кор. 대한민국 환?, 大韓民國圜?) — денежная единица Республики Корея в 1953—1962 годах.

## История
Хван выпущен в обращение 15 февраля 1953 года, заменив южнокорейскую вону в соотношении: 100 вон = 1 хван. Хван первоначально выпускался только в виде банкнот. Монеты были выпущены в обращение 20 октября 1959 года.
Официальный курс хвана после его введения был установлен: 60 хванов = 1 доллар США. Курс хвана непрерывно падал, к февралю 1961 года его курс составлял 1250 хванов за 1 доллар.
| Курсы южнокорейского хвана | Курсы южнокорейского хвана |
| Дата                       | Курс хвана к доллару США   |
| -------------------------- | -------------------------- |
| 15.02.1953                 | 60                         |
| 15.12.1953                 | 180                        |
| 15.08.1955                 | 500                        |
| 23.02.1960                 | 650                        |
| 01.01.1961                 | 1000                       |
| 02.02.1961                 | 1250                       |

10 июня 1962 года начата новая денежная реформа, вместо хвана вновь введена южнокорейская вона. Обмен производился в соотношении 10 хванов = 1 вона.

## Монеты
Чеканились монеты в 10, 50 и 100 хванов.
| Монеты хвана | Монеты хвана | Монеты хвана | Монеты хвана | Монеты хвана | Монеты хвана | Монеты хвана                    | Монеты хвана                                | Монеты хвана                         | Монеты хвана | Монеты хвана | Монеты хвана        |
| Изображение  | Изображение  | Номинал      | Параметры    | Параметры    | Параметры    | Параметры                       | Описание                                    | Описание                             | Даты         | Даты         | Даты                |
| Аверс        | Реверс       | Номинал      | Диаметр      | Масса        | Толщина      | Состав                          | Аверс                                       | Реверс                               | Чеканки      | Выпуска      | Вывода из обращения |
| ------------ | ------------ | ------------ | ------------ | ------------ | ------------ | ------------------------------- | ------------------------------------------- | ------------------------------------ | ------------ | ------------ | ------------------- |
|              |              | 10 хванов    | 19.1 мм      | 2.46 г.      | 1.1 мм       | Медь 95 % Цинк 5 %              | Гибискус сирийский, номинал, название банка | номинал, название банка, год чеканки | 1959, 1961   | 20.10.1959   | 22.03.1975          |
|              |              | 50 хванов    | 22.86 мм     | 3.69 г       | 1.1 мм       | Медь 70 % Цинк 18 % Никель 12 % | Корабль-черепаха, номинал, год чеканки      | номинал, название банка, год чеканки | 1959, 1961   | 20.10.1959   | 22.03.1975          |
|              |              | 100 хванов   | 26.0 мм      | 6.74 г.      | 1.1 мм       | Медь 75 % Никель 25 %           | Ли Сын Ман, номинал, название банка         | номинал, название банка, год чеканки | 1959         | 30.10.1959   | 10.06.1962          |

Монеты чеканились в США, на монетном дворе в Филадельфии. После введения воны монеты в 10 и 50 хванов продолжали использоваться в обращении как монеты в 1 и 5 вон до 22 марта 1975 года.

## Банкноты
Выпускались банкноты в 1, 5, 10, 50, 100, 500, 1000 хванов.

### Банкноты первой серии
| Банкноты хвана, напечатанные в США | Банкноты хвана, напечатанные в США | Банкноты хвана, напечатанные в США | Банкноты хвана, напечатанные в США | Банкноты хвана, напечатанные в США | Банкноты хвана, напечатанные в США        | Банкноты хвана, напечатанные в США | Банкноты хвана, напечатанные в США | Банкноты хвана, напечатанные в США |
| Изображение                        | Изображение                        | Номинал                            | Размеры                            | Цвет                               | Описание                                  | Описание                           | Даты                               | Даты                               |
| Аверс                              | Реверс                             | Номинал                            | Размеры                            | Цвет                               | Аверс                                     | Реверс                             | Выпуска                            | Вывода из обращения                |
| ---------------------------------- | ---------------------------------- | ---------------------------------- | ---------------------------------- | ---------------------------------- | ----------------------------------------- | ---------------------------------- | ---------------------------------- | ---------------------------------- |
|                                    |                                    | 1 хван                             | 111 × 54 мм                        | розовый                            | Название банка, номинал                   | Символ Банка Кореи                 | 17.02.1953                         | 10.06.1962                         |
|                                    |                                    | 5 хванов                           | 111 × 54 мм                        | красный                            | Название банка, номинал                   | Символ Банка Кореи                 | 17.02.1953                         | 10.06.1962                         |
|                                    |                                    | 10 хванов                          | 156 × 66 мм                        | фиолетовый                         | Название банка, номинал, Корабль-черепаха | Символ Банка Кореи                 | 17.02.1953                         | 10.06.1962                         |
|                                    |                                    | 100 хванов                         | 156 × 66 мм                        | зелёный                            | Название банка, номинал, Корабль-черепаха | Символ Банка Кореи                 | 17.02.1953                         | 10.06.1962                         |
|                                    |                                    | 1000 хванов                        | 156 × 66 мм                        | коричневый                         | Название банка, номинал, Корабль-черепаха | Символ Банка Кореи                 | 17.02.1953                         | 10.06.1962                         |

### Банкноты второй серии
| Банкноты хвана, напечатанные в Южной Корее | Банкноты хвана, напечатанные в Южной Корее | Банкноты хвана, напечатанные в Южной Корее | Банкноты хвана, напечатанные в Южной Корее | Банкноты хвана, напечатанные в Южной Корее | Банкноты хвана, напечатанные в Южной Корее      | Банкноты хвана, напечатанные в Южной Корее | Банкноты хвана, напечатанные в Южной Корее |
| Изображение                                | Изображение                                | Номинал                                    | Размеры                                    | Описание                                   | Описание                                        | Даты                                       | Даты                                       |
| Аверс                                      | Реверс                                     | Номинал                                    | Размеры                                    | Аверс                                      | Реверс                                          | Выпуска                                    | Вывода из обращения                        |
| ------------------------------------------ | ------------------------------------------ | ------------------------------------------ | ------------------------------------------ | ------------------------------------------ | ----------------------------------------------- | ------------------------------------------ | ------------------------------------------ |
|                                            |                                            | 10 хванов                                  | 156 × 66 мм                                | Намдэмун                                   | Керёнсан около Кодже                            | 17.03.1953                                 | 10.06.1962                                 |
|                                            |                                            | 10 хванов                                  | 156 × 66 мм                                | Намдэмун                                   | Керёнсан около Кодже                            | 15.12.1953                                 | 10.06.1962                                 |
|                                            |                                            | 50 хванов                                  | 149 × 66 мм                                | Ворота независимости                       | бронзовый памятник Ли Сунсину, Корабль-черепаха | 15.08.1958                                 | 10.06.1962                                 |
|                                            |                                            | 100 хванов                                 | 156 × 66 мм                                | Ли Сын Ман                                 | Ворота независимости                            | 18.12.1953                                 | 10.06.1962                                 |
|                                            |                                            | 100 хванов                                 | 156 × 66 мм                                | Ли Сын Ман                                 | Ворота независимости                            | 01.02.1954                                 | 10.06.1962                                 |
|                                            |                                            | 100 хванов                                 | 156 × 66 мм                                | Ли Сын Ман                                 | Номинал                                         | 26.03.1957                                 | 10.06.1962                                 |
|                                            |                                            | 100 хванов                                 | 156 × 66 мм                                | Мать с ребёнком                            | Ворота независимости                            | 16.05.1962                                 | 10.06.1962                                 |
|                                            |                                            | 500 хванов                                 | 156 × 73 мм                                | Ли Сын Ман                                 | Номинал                                         | 26.03.1956                                 | 10.06.1962                                 |
|                                            |                                            | 500 хванов                                 | 156 × 73 мм                                | Ли Сын Ман                                 | Номинал                                         | 15.08.1958                                 | 10.06.1962                                 |
|                                            |                                            | 500 хванов                                 | 156 × 73 мм                                | Седжон Великий                             | главное здание Банка Кореи                      | 19.04.1961                                 | 10.06.1962                                 |
|                                            |                                            | 1000 хванов                                | 166 × 73 мм                                | Ли Сын Ман                                 | Символ Банка Кореи                              | 26.03.1957                                 | 10.06.1962                                 |
|                                            |                                            | 1000 хванов                                | 165 × 73 мм                                | Седжон Великий                             | Факел                                           | 15.08.1960                                 | 10.06.1962                                 |